# Nam Định (Provinz)
Nam Định ist eine Provinz von Vietnam. Sie liegt im Norden des Landes in der Region Delta des Roten Flusses.

## Bezirke
Nam Định gliedert sich in die gleichnamige Provinzstadt (thành phố trực thuộc tỉnh) Nam Định sowie in neun Landkreise (huyện):
- Giao Thủy
- Hải Hậu
- Mỹ Lộc
- Nam Trực
- Nghĩa Hưng
- Trực Ninh
- Vụ Bản
- Xuân Trường
- Ý Yên